# Józef-Piłsudski-Brücke
Die Józef-Piłsudski-Brücke, polnisch Most im. marsz. Józefa Piłsudskiego, auch Weichselbrücke Toruń, ist eine Straßenbrücke über die Weichsel in Toruń in Polen. Sie ist nach Józef Piłsudski, Marschall von Polen in den Jahren 1920 bis 1923, benannt.

## Geschichte
Bereits 1913 wurde der Bau einer neuen Brücke geplant, um die Ernest-Malinowski-Brücke, die damals auch vom Straßenverkehr genutzt wurde, zu entlasten. Aufgrund von fehlenden finanziellen Mitteln konnte der Bau erst 1927 angegangen werden, indem Elemente der nicht mehr benötigten Weichselbrücke bei Marienwerder verwendet wurden. Die vom Deutschen Reich erbaute Brücke war nach dem Ersten Weltkrieg durch die Bildung des polnischen Korridors nutzlos geworden, denn der Eisenbahnverkehr auf der Strecke Marienwerder–Schmentau wurde, nachdem die neuen Grenzen gezogen waren, eingestellt. Marienwerder lag im deutschen Ostpreußen, aber die Brücke und die westliche Seite der Weichsel waren im ehemaligen Westpreußen auf polnischem Boden. Das polnische Ministerium für öffentliche Arbeiten beschloss deshalb 1927, die Brücke zurückzubauen und die Träger für die neue Brücke in Toruń zu verwenden. Diese Brücke wurde nun als dringend nötig erachtet, weil Toruń Hauptstadt der neu gegründeten Woiwodschaft Pommerellen (Województwo pomorskie) wurde und die Stadt schnell wuchs. Mit der Brücke konnten die Viertel am linken Ufer der Weichsel besser erschlossen werden, wo sich auch Toruń Główny befindet, der Hauptbahnhof der Stadt. Weiter konnte die Straße in Richtung Süden ausgebaut werden.
Mit dem Abbruch der Brücke bei Marienwerder wurde das Komitee für den Bau der Weichselbrücke in Toruń beauftragt, die Leitung der Baustelle wurde dem Ingenieurbüro Leszek Muszyński übertragen. Die Arbeiten begannen im November 1928 und dauerten bis Juni 1929. Die Demontage eines großen Halbparabelträgers dauerte jeweils 20 Tage, die eines kleineren Vorlandbrückenträgers 12 Tage. Während des Rückbaus der Brücke wurden mehr als eine halbe Million Nieten abgeschnitten und herausgeschlagen. Bis auf zwei Vorlandbrücken, die in Konin weiterverwendet wurden, wurden alle Brückenteile mit Lastkähnen auf der Weichsel nach Toruń gebracht und sowohl auf dem linken, wie auch auf dem rechten Ufer des Flusses zwischengelagert.
Das Widerlager am rechten Ufer kam an den westlichen Rand der Altstadt. Für den Bau der Brücke mussten der Befestigungswall und die Stadtmauer zwischen den Schanzen V und VI eingerissen werden. 1930 waren die Widerlager und Strompfeiler fertiggestellt und drei große Halbparabelträger errichtet. Durchschnittlich waren 305 Arbeiter auf der Baustelle beschäftigt. Für die drei Brückenträger waren 105 Tonnen Nieten notwendig. Es war vorgesehen, die Arbeiten 1931 zu beenden und die Brücke im Frühjahr 1932 zu eröffnen, aber die Stadt konnte die Arbeiten nicht in dieser Zeit finanzieren. Die Brücke wurde deshalb erst an Weihnachten 1933 dem Verkehr übergeben. Anlässlich der 700-Jahr-Feier von Toruń wurde eine Straßenbahnlinie über die Brücke eröffnet, die bis 1984 in Betrieb stand. Die offizielle Einweihungsfeier fand am 11. November 1934 statt.

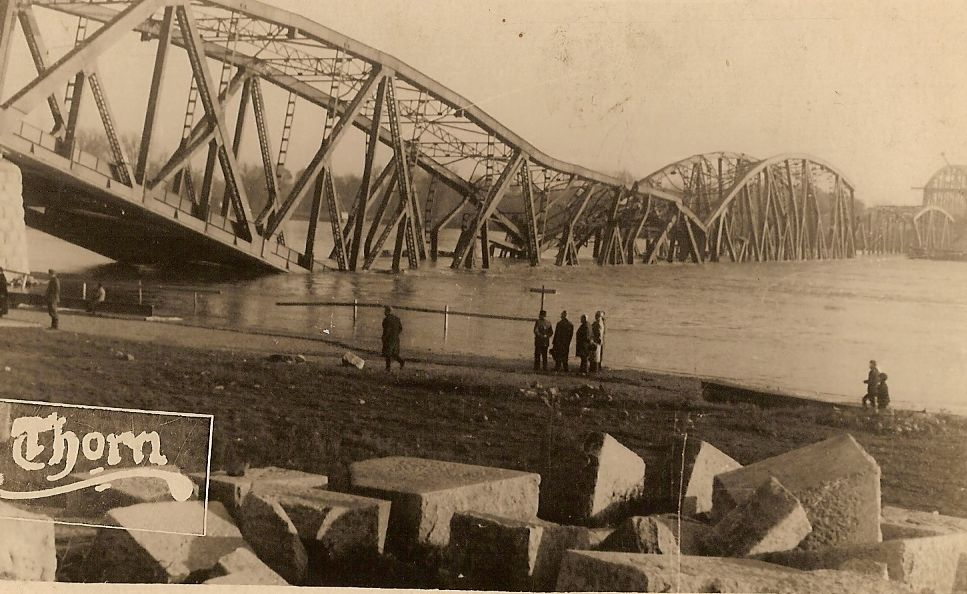
Im Zweiten Weltkrieg gesprengte Brücke

Im Zweiten Weltkrieg wurde die Brücke von den sich zurückziehenden polnischen Truppen wenige Stunden vor dem Einmarsch der Wehrmacht am Morgen des 7. Septembers 1939 gesprengt, wobei zwei Pfeiler zerstört wurden, damit drei Halbparabelträger ins Wasser fielen. Die Brücke wurde 1940 von den Deutschen mithilfe polnischer Häftlinge wieder aufgebaut und als Hitler-Brücke bezeichnet. Am 30. Januar 1945 wurde sie beim Rückzug der Wehrmacht abermals gesprengt. Der Wiederaufbau nach dem Zweiten Weltkrieg erfolgte in den Jahren 1946 bis 1949. Die wiedereröffnete Brücke blieb namenlos, bis sie 1990 ihren alten Namen wieder zurückerhielt.

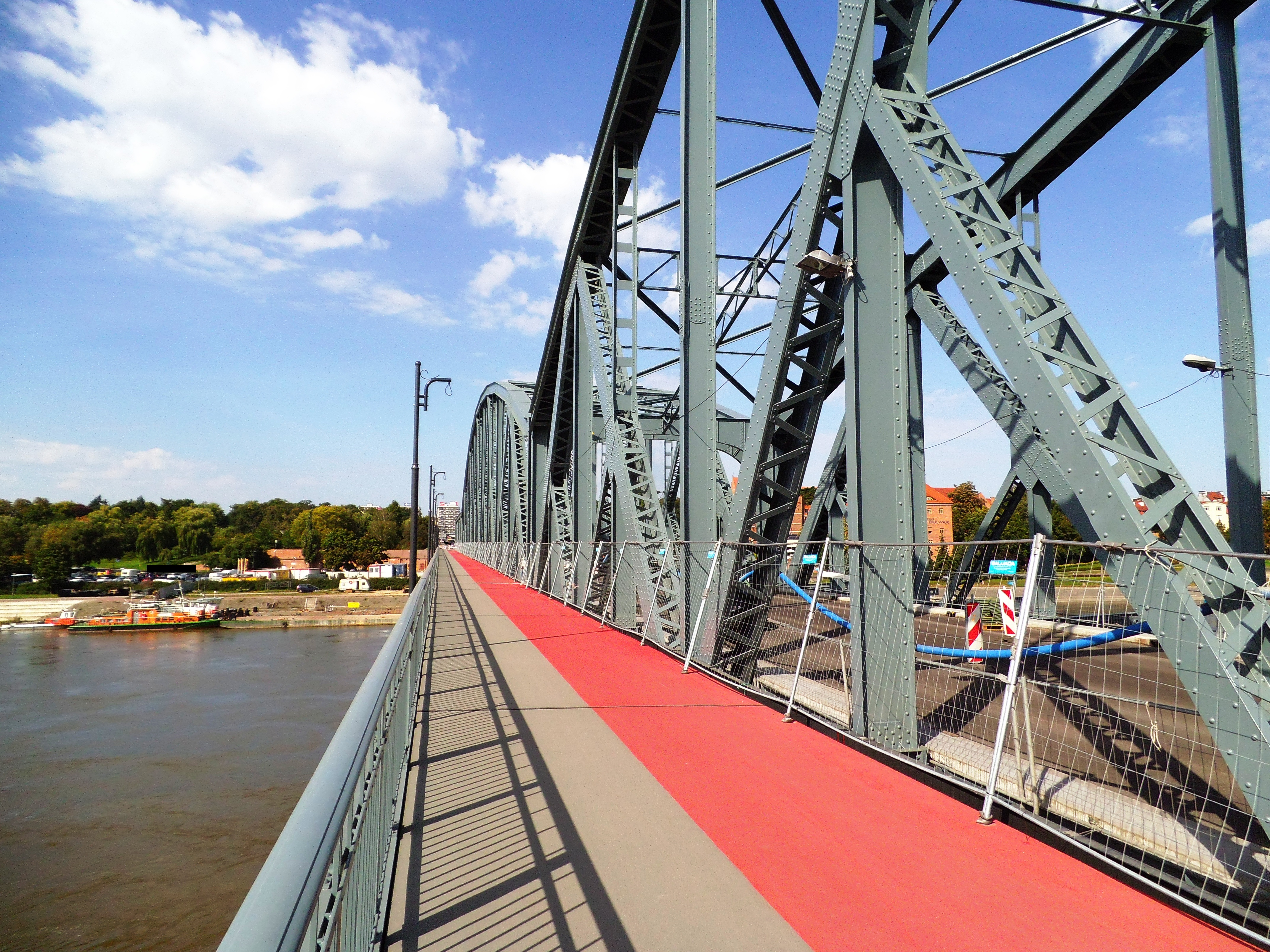
Brücke während Renovationsarbeiten im Januar 2021. Auf der Westseite ist der verbreiterte Steg bereits angebracht.

1992 wurde die Brücke umfassend saniert, Anfang der 2000er-Jahre erhielt die Brücke eine neue Korrosionsschutzbeschichtung und einen Neuanstrich. Anfang der 2020er-Jahre wurden erneut umfangreiche Unterhaltsarbeiten ausgeführt, wobei die neuen verbreiterten Stege für Fußgänger und Fahrradfahrer und Aussichtsplattformen angebracht wurden. Weiter wurden die Dehnungsfugen erneuert. Die Arbeiten waren im Herbst 2021 noch im Gange.

## Namen
Noch während der Bauarbeiten wurde eine Umfrage zum zukünftigen Namen der Brücke durchgeführt, an der 1336 Personen teilnahmen. Die Mehrheit wählte den in Toruń geborenen Kopernikus als Namensgeber der Brücke, der 994 Stimmen erhielt. Weitere Vorschläge waren Bolesław I. (polnisch Bolesław I Chrobry), Grunwald in Erinnerung an die Schlacht bei Tannenberg von 1410, die Jagiellonen, sowie die Namen Freiheitsbrücke, Straßenbahnbrücke, Großstadtbrücke, Brücke der Versöhnung und Vorstadt–Toruń-Brücke. Die Stadtverwaltung schlug 700-Jahr-Feier-Brücke vor, die Nationalisten vom Stadtrat Freiheitsbrücke. 1934 wurde der von der Woiwodschaft vorgeschlagene Namen Józef-Piłsudski-Brücke an die Brücke vergeben, in Anerkennung, dass die Woiwodschaft 80 % der gesamten Kosten des Brückenbaus finanziert hatte. Den Namen behielt die Brücke bis auf die Jahre 1940 bis 1945 des Zweiten Weltkriegs, wo sie Hitler-Brücke genannt wurde, und die Jahre 1945 bis 1990, wo sie gar keinen Namen trug.

## Bauwerk
Die Hauptbrücke besteht aus fünf Halbparabelträgern, jeder 132 m lang und 1575 Tonnen schwer. Auf der Südseite schließen sich zwei parallelgurtige Fachwerkträger als Vorlandbrücke an, im Norden einer. Diese Träger sind jeweils 78 m lang und wiegen 775 Tonnen. Auf der Brücke verlaufen drei Fahrstreifen, die auf dem 9,6 m breiten Brückendeck innerhalb der Träger angeordnet sind. Außerhalb der Brückenträger sind auf beiden Seiten 4,5 m breite Stege mit getrennten Streifen für Fußgänger und Fahrradfahrer angeordnet. An beiden Enden der Brücke sind für Fußgänger Abstiege zu den unmittelbar unter der Brücke verlaufenden Uferstraßen vorhanden. Die Treppen wurden 2021 mit Aufzügen ergänzt. Auf der Brücke wurden entlang der Stege Aussichtsplattformen angeordnet: Eine befindet sich auf der Westseite beim Pfeiler Nr. 4, zwei befinden sich auf der Ostseite mit Blick auf die Altstadt bei den Pfeilern Nr. 4 und 5.